# Pian di Scò
Pian di Scò es una localidad italiana de la provincia de Arezzo , región de Toscana, con 6.163 habitantes.

Ubicación de la ciudad de Pian di Scò dentro de la provincia de Arezzo.

## Evolución demográfica
| Gráfica de evolución demográfica de Pian di Scò entre 1861 y 2001 |
|                                                                   |
| Fuente ISTAT - elaboración gráfica de Wikipedia                   |

## Ciudades hermanadas
- Gdeira
- L'Horme,  desde 1993